# Marmorata pauliani
Marmorata pauliani is een vlinder uit de familie slakrupsvlinders (Limacodidae). De wetenschappelijke naam van deze soort is voor het eerst geldig gepubliceerd in 1980 door Viette.
De soort komt voor in tropisch Afrika.